# Charles I. de Cossé, comte de Brissac

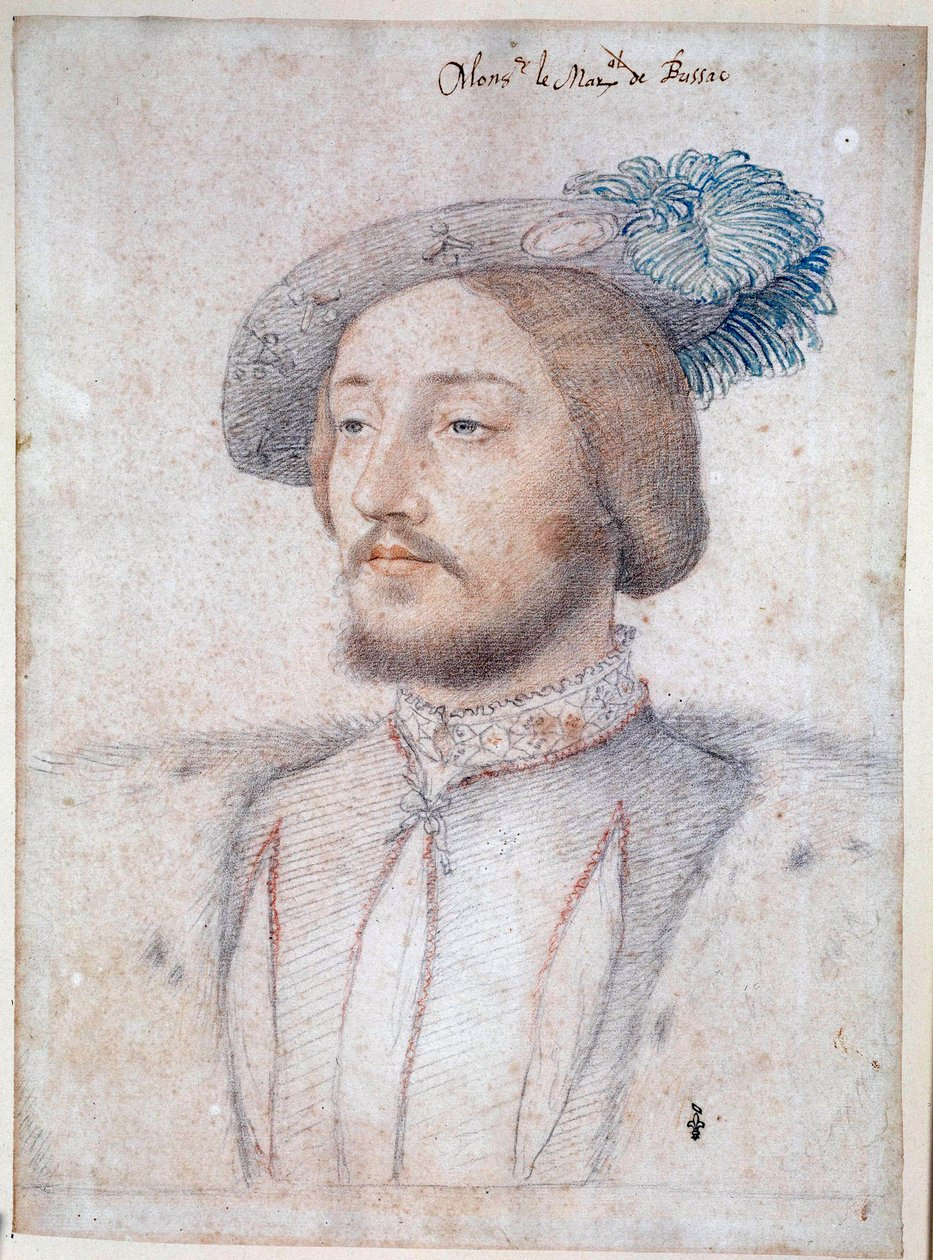
Charles I. de Cossé

Charles I. de Cossé, comte de Brissac (* 1505; † 31. Dezember 1563 in Paris) war Marschall von Frankreich und französischer Diplomat.
Er zeichnete sich bereits in jungen Jahren als Soldat aus, wurde 1542 Colonel général der französischen Infanterie und 1548 Colonel général der Kavallerie. Er befehligte 1543 im Piemont die leichte Reiterei und focht 1544 bis 1546 in der Champagne sowie in Flandern gegen Engländer und Kaiserliche. 1547 wurde er zum Großmeister der Artillerie von Frankreich und 1550 zum Marschall von Frankreich ernannt.
Am Hof Heinrichs II. spielte er durch die Gunst von Diana von Poitiers eine bedeutende Rolle und diente als Diplomat. 1550 wurde er Gouverneur des Piemont, 1559 Gouverneur der Picardie, 1562 Kommandant von Paris und 1563 Gouverneur der Normandie.
Sein Bruder war Artus de Cossé, comte de Secondigny, Marschall von Frankreich. Von Charles de Cossés Söhnen fiel Timoléon de Cossé, comte de Brissac, geb. 1543, 1569 bei Mucidan in Périgord; sein anderer Sohn, Charles II. de Cossé, duc de Brissac wurde 1594 ebenfalls Marschall von Frankreich. Der Marschall Timoléon d’Espinay, marquis de Saint Luc, (1580–1644) war sein Enkel.